# 7695 Přemysl
7695 Přemysl è un asteroide della fascia principale. Scoperto nel 1984, presenta un'orbita caratterizzata da un semiasse maggiore pari a 2,2978729 UA e da un'eccentricità di 0,2619449, inclinata di 26,02376° rispetto all'eclittica.